# Simon Dach

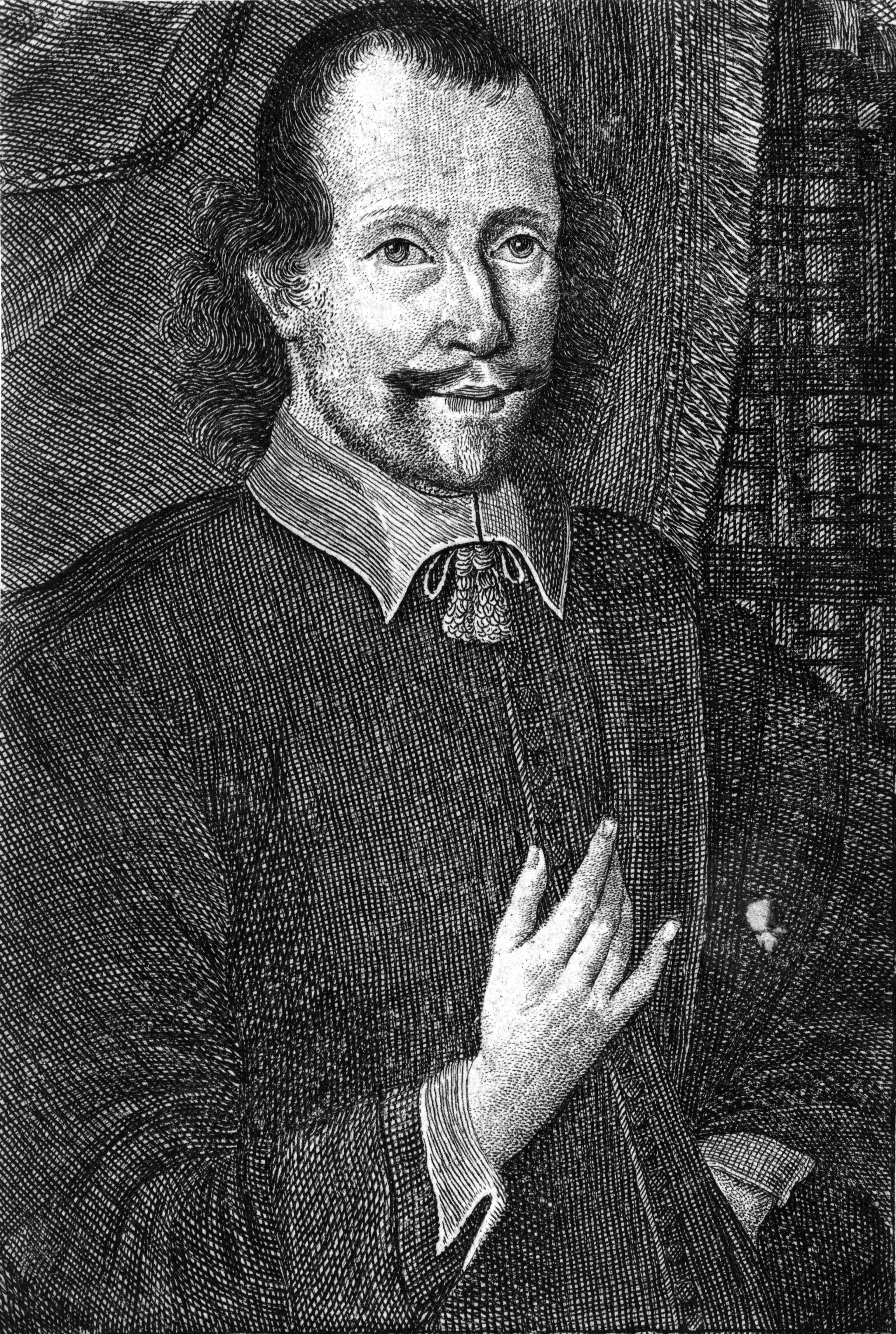
Simon Dach

Simon Dach (* 29. Juli 1605 in Memel, Preußisch-Litauen; † 15. April 1659 in Königsberg, Herzogtum Preußen) war ein deutscher Dichter der Barockzeit.

## Leben
Simon Dach war der Sohn eines Gerichtsdolmetschers für Litauische Sprache. Er besuchte zunächst die Große Stadtschule in seiner Geburtsstadt Memel und ab 1619 das Kneiphöfische Gymnasium (Domschule) in Königsberg. 1620 wechselte er für drei Jahre auf die Lateinschule nach Wittenberg sowie anschließend für weitere drei Jahre auf das Gymnasium in Magdeburg. 1626 kehrte Dach über Lüneburg, Hamburg und Danzig nach Königsberg zurück.
Mit 21 Jahren –, weit weg vom damaligen Kriegsgeschehen des Dreißigjährigen Krieges, aber inmitten des Polnisch-Schwedischen Krieges (1600–1629) –, immatrikulierte sich Dach 1626 an der Albertus-Universität Königsberg für die Fächer Philosophie und Theologie. Nach dem Studium wurde er 1633 zunächst Lehrer an der Domschule und 1636 deren Konrektor. Sein Freund Adrian Brauer eröffnete ihm die Welt der Literatur. 1639 ernannte der Landesherr, Kurfürst Georg Wilhelm, Simon Dach zum Professor für Dichtkunst an der Universität Königsberg. Die Promotion folgte erst danach im Jahr 1640. Rektor der Universität Königsberg wurde er 1656. Auf diesem Posten war er zwar erfolgreich, doch durch Gelegenheitsdichtungen musste er sich zusätzlich seinen Lebensunterhalt verdienen. Der Kurfürst schenkte ihm 1658 das Landgut Kuikeim bei Königsberg. 
Simon Dach war ein führender Kopf der Gesellschaft der Sterblichkeit Beflissener, die sich in der Kürbishütte traf, dem Gartenhaus des Domorganisten Heinrich Albert. Mit dem Hausherrn und Dach trafen sich unter anderem Johann Franck, Christoph Kaldenbach, Robert Roberthin, Valentin Thilo der Jüngere und Georg Weissel, um zu musizieren oder sich eigene Gedichte vorzulesen. Zu dem Kreis gehörte auch Johann Schimmelpfennig.
Dachs umfangreiches Schaffen an Poesie zu allen Anlässen und die Gunst des Landesobristen boten ihm ein lukratives Nebeneinkommen. Mit erstaunlicher Fertigkeit produzierte er laufend auf Bestellung Kasualdichtungen, die stets gedruckt wurden, nicht selten drei oder vier pro Woche. Der Germanist Gerhard Dünnhaupt verzeichnet mehr als 1200 Einzeldrucke dieser Gedichte zwischen 1638 und 1658, die von den Zeitgenossen gesammelt wurden. Ein Buch hat Dach nie veröffentlicht. Von der weltlichen Lyrik Dachs hat nur Anke van Tharaw die Zeit überdauert. Die Autorschaft war zeitweise umstritten, gilt inzwischen jedoch als gesichert. Dieses, sein neben Grethke, warumb heffstu mi einziges Lied in niederdeutscher Sprache, schrieb er 1636 für Anna Neander, die Braut des Predigers Johannes Portatius. Johann Gottfried Herder übertrug es später in die hochdeutsche Form, in der es heute bekannt ist: Ännchen von Tharau. Viele von Dachs Gedichten wurden von Heinrich Albert und Johann Stobäus, dem Kantor der Domschule, vertont.
Das hohe Ansehen Dachs in Königsberg zeigt sich auch darin, dass er auf dem Kneiphof lebenslang freie Wohnung erhielt. Simon Dach und Regina Dach, geborene Pohl († 24. Juni 1685), heirateten im Jahr 1641. Der Ehe entstammten sieben Kinder. Im Alter von 49 Jahren erkrankte Simon Dach 1654 an Tuberkulose, an der er nach fünf Jahren starb.

„Der Mensch hat nichts so eigen, so wohl steht ihm nichts an, als daß er Treu erzeigen und Freundschaft halten kann.“

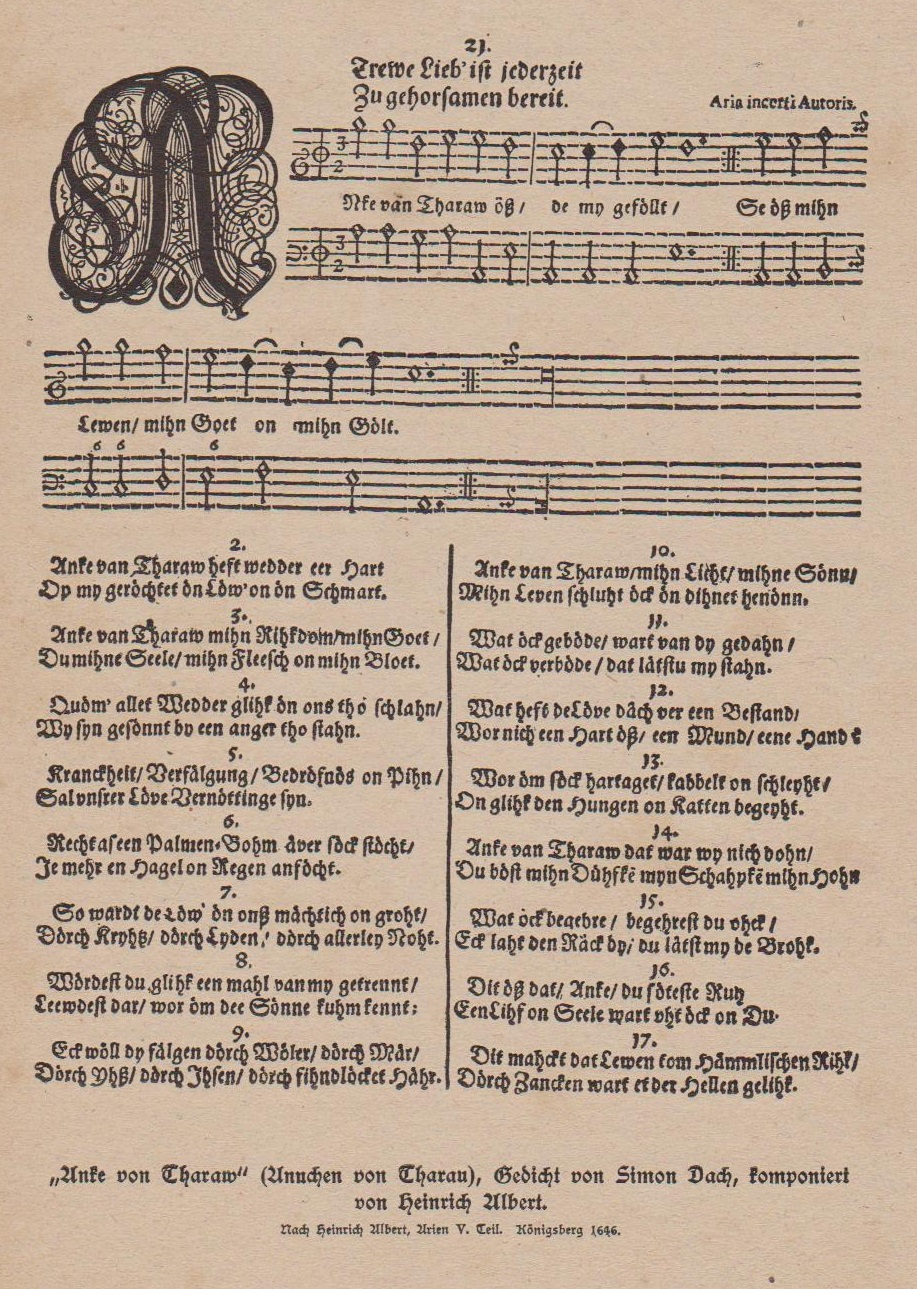
Ännchen von Tharau
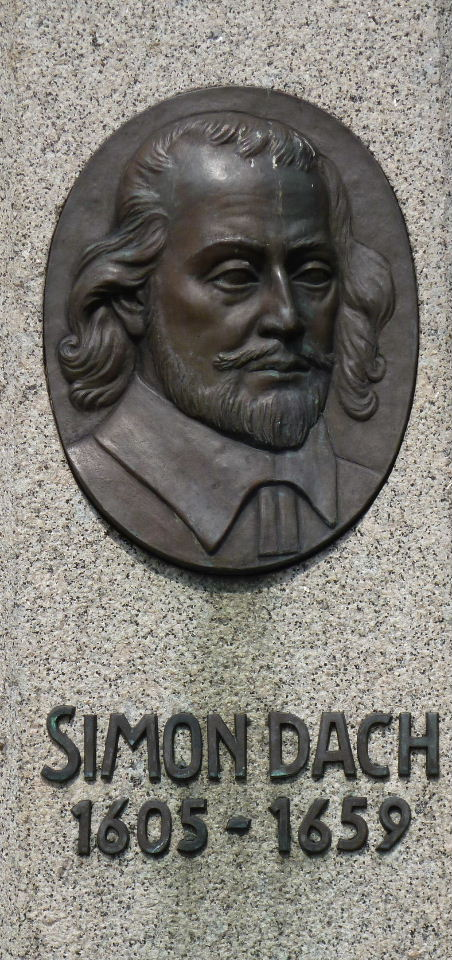
Simon-Dach-Brunnen (Plakette)

## Varia
- In der Erzählung Das Treffen in Telgte (1979) von Günter Grass steht Simon Dach im Mittelpunkt eines fiktiven Dichtertreffens während des Dreißigjährigen Krieges. Die Zusammenkunft der Schriftsteller ist als eine Hommage an Hans Werner Richter und die Gruppe 47 gedacht.[11]

- Zwei seiner Kirchenlieder Ich bin ja, Herr, in deiner Macht und O, wie selig seid ihr doch, ihr Frommen wurden später von Johann Sebastian Bach vertont. Auch Max Reger schrieb über das letztere Lied seine gleichlautende Choralkantate.

- Im Evangelischen Namenkalender ist der 14. April ein Gedenktag für Simon Dach.[12]

- In Berlin-Friedrichshain benannte man 1903 eine Straße nach Simon Dach.[13]

## Werke

### Originalausgaben
- Klag-Geticht Uber Hochbetrawerlichem aber seligem Ableiben DesHochEdlen Gestrengen und Vesten Herrn Fabians von Ostaw/Churfürstl. Brandenb. Preussischen Ober-Regiments Raths und Canzlers/Erbherren auff Kleeschowen/Klevinen und Bringlacken etc. Welcher in herzlicher Anruffung seines Erlösers den 22. Jenner 1645. selig sein Leben beschlossen/ und darauff den 9. Mertz in der Tragheimschen Kirchen Christlich und Adelichem Gebrauch nach eingesenckt worden. Johann Reussner, Königsberg 1645. Digitalisat
- Einfältige Leich-Reime: Der weiland Ehr vnd Tugendreichen Frawen Catharinen Pohlinn. Johann Reusner, Königsberg 1653. (Digitalisat und Volltext im Deutschen Textarchiv)
- Einfältiger Trost Bey seligem wiewol schmertzlichem Ableiben Deß … Herrn Christoff Völckners/ Der löbl. Stadt Löbenicht Königsb. … Rahtsverwandten und Richters: Welcher im 67. Jahr seines Alters … 1654. 31. Christmon. … eingeschlaffen/ und 1655. 6. Newjahrsmon. Christlich der Erden eingebracht worden; An die Hochbetrübte Fraw Wittwe Reginam Mahckinn geschrieben. Johann Reussner, Königsberg 1655 (Digitalisat und Volltext in der Deutschen Digitalen Bibliothek)
- Die Lehrer werden leuchten wie des Himmels Glantz: Das ist: Schuldiges wiewol Einfaltiges Gedächtniß Dem Weiland ehrwürdigen/ Achtbarn und Wolgelarten Herrn Babatio.  Johann Reusner, Königsberg 1656. (Digitalisat und Volltext im Deutschen Textarchiv)
- Auff seligen wiewol hochbetrawerlichen Hintritt aus dieser Welt/ Des weiland HochEdelgebornen und Mannhafften Herrn/ Hn. Christoff Rappen: Welcher 1607. 22. Newjahrsmon. gebohren und 1657. 27. Wintermon. in hertzlicher Anruffung seines Erlösers sanfft und selig eingeschlaffen/ und 1658. 12. Hornung […] der Erden einverleibet worden: Die hertzlich betrübte HochAdeliche Fraw Witwe und Kinder sampt den andern vornehmen Leidtragenden zu trösten. Johann Reusner, Königsberg 1658. (Digitalisat und Volltext im Deutschen Textarchiv)

### Sammlungen
- Gedichte. Weltliche Gedichte. Hochzeitsgedichte. (= Königsberger Gelehrte Gesellschaft). Band 1 von 4 Bänden. Herausgegeben von Walter Ziesemer. Max Niemeyer Verlag, Halle an der Saale 1936.[14]
- Gedichte von Simon Dach und seinen Freunden. Ausgewählt und herausgegeben von Walther Ziesemer. Max Niemeyer Verlag, Halle an der Saale 1938.

## Gedichte
- Simon Dachs letzte Fleh-Schrifft
- An Dorinden
- An eine Nymfe
- Auff Leßbien
- Die beste Zeit zum lieben
- Die Lust
- Die Red’
- Lied der Freundschaft
- Lob der Liebe
- Lob derselben
- Perstet amicitiae semper venerabile Faedus!
- Wer hat sich vorgenommen
- Ännchen von Tharau
- Es stünde mit der Erden
- Letzte Rede einer vormals stolzen und gleich sterbenden Jungfrawn